# عبد الحميد مراكشي
عبد الحميد مراكشي (28 يناير 1976 – 16 نوفمبر 2024) لاعب كرة قدم جزائري.

## مسيرته
قضى مراكشي معظم حياته الكروية في الجزائر، لكنه قضى فترة مع غنتشلربيرليغي حيث لعب في 26 مباراة في الدوري التركي الممتاز.
كما شارك مراكشي في عدة مباريات مع المنتخب الجزائري لكرة القدم منها مباراتان تأهيلية لنهائيات كأس الأمم الأفريقية 2000.

## وفاته
توفي في 16 نوفمبر 2024 بفرنسا عن عمر ناهز 48 سنة، وحسب شقيقه، فقد كانت وفاة عبد الحميد بمقر سكنه الموجود بمنطقة سانت بريو، بضواحي مدينة نانت، نتيجة سكتة قلبية.

## إحصائيات الفريق الوطني[7]
| منتخب الجزائر | منتخب الجزائر | منتخب الجزائر |
| سنة           | مباريات       | الأهداف       |
| ------------- | ------------- | ------------- |
| 1998          | 1             | 0             |
| 1999          | 3             | 4             |
| مجموع         | 4             | 4             |

### الأهداف الدولية
النتائج والنتائج تسجل رصيد أهداف الجزائر أولاً.
| هدف | تاريخ         | مكان                   | الخصم   | نتيجة | نتيجة | مسابقة                          |
| --- | ------------- | ---------------------- | ------- | ----- | ----- | ------------------------------- |
| 1   | 9 أبريل 1999  | ملعب 19 ماي 1956 عنابة | ليبيريا | 1–0   | 4-1   | تصفيات كأس الأمم الأفريقية 2000 |
| 2   | 9 أبريل 1999  | ملعب 19 ماي 1956 عنابة | ليبيريا | 2-0   | 4-1   | تصفيات كأس الأمم الأفريقية 2000 |
| 3   | 20 يونيو 1999 | ملعب 19 ماي 1956 عنابة | أوغندا  | 1–0   | 2-0   | تصفيات كأس الأمم الأفريقية 2000 |
| 4   | 20 يونيو 1999 | ملعب 19 ماي 1956 عنابة | أوغندا  | 2-0   | 2-0   | تصفيات كأس الأمم الأفريقية 2000 |

## روابط خارجية
- عبد الحميد مراكشي على موقع اتحاد تركيا (لاعب) (الإنجليزية)
- عبد الحميد مراكشي على موقع قاعدة بيانات كرة القدم.إي يو (الإنجليزية)
- عبد الحميد مراكشي على موقع ناشيونال فوتبول تيمز (الإنجليزية)
- عبد الحميد مراكشي على موقع عالم كرة القدم.نت (الإنجليزية)